# Магдаленијен
Магдаленијен (фр. Magdalénien) култура је млађег палеолита у западној Европи која датира из периода од око 17.000 до 9.000 година п. н. е. Назив је добила по локалитету Абри де ла Мадлен (фр. Abri de la Madeleine) у Дордоњи, који је у ствари заклон испод стене. Индустрија коштаних алатки је веома развијена. Јављају се плочице са гравурама људи и животиња.